# Aurora (Nebraska)
Aurora ist eine Stadt und Sitz der Countyverwaltung (County Seat) des Hamilton County im US-Bundesstaat Nebraska. Das U.S. Census Bureau hat bei der Volkszählung 2020 eine Einwohnerzahl von 4.678 ermittelt.

## Geschichte
Sieben Siedler hatten im Jahr 1871 das Ziel im Hamilton County eine neue Stadt zu gründen, die County Seat werden sollte. Die Gruppe trennte sich jedoch und so blieben zwei Siedler, Robert Miller und Nathanial Thorpe, übrig. Sie gründeten die Stadt im Juni 1871 an einer markanten Stelle, an der zwei Pappeln aus der sonst flachen Prärie herausstachen. Schon im Frühling 1872 bestand der Ort aus 18 Häusern, inklusive einer Schule und eines Hotels. Das ereignisreichste Jahr in der Geschichte Auroras war 1879: Die Burlington & Missouri River Railroad verband die Stadt mit dem Schienennetz, Telegraphie war jetzt möglich und ein Postdienst brachte regelmäßig Briefsendungen. Außerdem erschien noch im selben Jahr die erste Zeitung „The Aurora Republican“ und die erste Bank eröffnete. Eine Landwirtschaftsvereinigung kaufte 40 Acre Land südwestlich der Stadt, wo Stallungen und ein Amphitheater für 500 Menschen gebaut wurde (1889). Schon 1885 hatte Aurora 1175 Einwohner. Das Hamilton County Courthouse wurde 1895 fertiggestellt, nachdem das erste kleinere durch ein Feuer zerstört worden war. Bis zum Jahr 1909 entstanden drei weitere Banken, so dass es zeitweise vier Banken gleichzeitig im Ort gab.

## Geographie
Aurora liegt an der Stelle, wo sich Nebraska State Route 14 und der U.S. Highway 34 kreuzen. Etwa vier Kilometer südlich verläuft die Interstate 80 von Ost nach West.

## Demographie
Laut United States Census 2010 hatte Aurora zum Zeitpunkt der Volkszählung 4479 Einwohner. Zuletzt waren rund 2600 der Einwohner Auroras wahlberechtigt; rund 66 Prozent der Wähler bekennen sich zur Republikanischen Partei, 20 Prozent zu den Demokraten.

## Sonstiges
- Eine berühmte Person, die in Aurora die Schule besuchte, war der Erfinder des Stroboskops Harold E. Edgerton.